# تياغو كافالكانتي
تياغو كافالكانتي (5 سبتمبر 1984 في البرازيل - ) هو لاعب كرة قدم برازيلي في مركز الهجوم. لعب مع أتلتيكو براغانتينو وأتلتيكو مينييرو وباوليستا ونادي الوداد الرياضي ونادي جوفنتودي ونادي جوينفيل ونادي شابيكوينسي ونادي غواراني ونادي كوريتيبا ونادي كولن وCampinense Clube ‏ ونادي إيتوانو وإيتومبيارا سبورت ‏ وجمعية أرابيراكا الرياضية وAssociação Atlética Aparecidense ‏ ونادي سامبايو كوريا ونادي ميراسول وإيراتي الرياضي ‏ ونادي أمريكا وكومرسيال ‏ وأمريكا دي ناتال ‏ وShahrdari Arak F.C. ‏.

## روابط خارجية
- تياغو كافالكانتي على موقع قاعدة بيانات كرة القدم.إي يو (الإنجليزية)
- تياغو كافالكانتي على موقع Soccerway.com (الإنجليزية)